# 亞伯拉罕平原
亞伯拉罕平原（法語：Plaines d'Abraham）為北美洲東北部之一平原，位於加拿大魁北克省南部魁北克市西部的邊緣，旁為聖羅倫斯河。
1759年七年戰爭期間，曾爆發亞伯拉罕平原戰役，結果英國取得勝利，令該地區落入英國手中。